# Тжебиньская, Ева
Ева Тжебиньская (пол. Ewa Trzebińska, в девичестве Нелип (Nelip); род. 1 мая 1989, Катовице) — польская фехтовальщица, выступающая в соревнованиях по фехтованию на шпагах. Чемпионка Европы, призёр чемпионата мира, участница Олимпийских игр.

## Биография
Ева Тжебиньская родилась 1 мая 1989 года в Катовице. Её мать Гразина была волейболисткой, а отец Павел велогонщиком.
Имеет квалификацию магистра по специальности финансы в Университете Нотр-Дам в Саут-Бенде.

## Карьера
Ева начала заниматься фехтованием в возрасте десяти лет в Катовице, увидев рекламу клуба. По воспоминаниям спортсменки, она сразу влюбилась в фехтование, в частности за тактический аспект. Ева отмечает, что получает удовольствие даже в случае поражений.
В 2009 году на чемпионате мира в Анталии Ева стала серебряным призёром в команде. В личном турнире она стала 32-й. В следующем году в Париже она не сумела завоевать медаль, заняв 29-е место в индивидуальной шпаге и седьмое в команде. В 2011 году в Катании она стала, соответственно, 28-й и 6-й.
Не сумела квалифицироваться на Олимпийские игры 2012 года в Лондоне. В 2013 году получила травму плеча.
В 2015 году на чемпионате мира в Москве стала лишь 54-й в индивидуальном первенстве. Также польские фехтовальщицы неудачно выступили в команде, став лишь тринадцатыми.
На чемпионате мира в Лейпциге в 2017 году Ева Тжебиньская заняла третье место в командном первенстве, а в личном турнире дошла до финала, став в итоге серебряным призёром, проиграв Татьяне Гудковой из России со счётом 9:11. На чемпионате Европы в Тбилиси в том же году Тжебиньская заняла пятые места как в личной шпаге, так и в команде.
В 2016 году из-за полученной травмы Ева Тжебиньская не сумела квалифицироваться на Олимпийские игры 2016 года в Рио-де-Жанейро.
В 2018 году Польша завоевала серебро на чемпионате Европы в Нови-Саде, а в личном турнире Ева стала седьмой. На чемпионате мира в Уси до медали добраться не удалось: 34-е и 7-е места в индивидуальной и командной шпаге, соответственно.
В 2019 году сборная Польши завоевала золото на чемпионате Европы в Дюссельдорфе в команде, а в индивидуальном первенстве Тжебиньская стала бронзовым призёром. На чемпионате мира в Будапеште завоевать медали вновь не удалось.
С третьей попытки Тжебиньская сумела получить путёвку на Олимпиаду. В Токио в 2021 году она стала шестой в командном турнире, уже в первом матче уступив будущим олимпийским чемпионам Эстонии. В личном турнире она также в первом же поединке проиграла эстонской фехтовальщице Катрине Лехис, которая затем завоевала бронзу.